# Přílepská skála
Přírodní památka Přílepská skála se nachází u obce Přílepy v okrese Rakovník. Území, jehož ochrana byla vyhlášena v roce 2001, je v péči Krajského úřadu Středočeského kraje.

## Předmět ochrany
Předmětem ochrany je bývalý lom, skalnatá krajinná dominanta se zbytky historické těžby arkozového pískovce.

## Popis oblasti
Stěny někdejšího pískovcového lomu jsou nyní využívány jako cvičný terén pro horolezce. Mezi balvany rostou osiky, borovice, jeřáb ptačí a akát. V podrostu pak například kostřava ovčí (Festuca ovina), pavinec horský (Jasione montana), trávnička prodloužená nebo jestřábník savojský (Hieracium sabaudum).. Horolezecké cesty jsou zajištěny lepenými borháky a je zde povoleno použití vklíněnců. Při horolezeckých aktivitách je zakázáno používání magnézia.